# Winooski
Winooski es una ciudad ubicada en el condado de Chittenden, en el estado estadounidense de Vermont. En el año 2010 tenía una población de 7.267 habitantes y una densidad poblacional de 1.863,33 personas por km².

## Geografía
Winooski se encuentra ubicado en las coordenadas 44°29′42″N 73°10′57″O / 44.49500, -73.18250.

## Demografía
Según la Oficina del Censo, en el 2000 los ingresos medios por hogar en la localidad eran de $30,592 y los ingresos medios por familia eran $38,551. Los hombres tenían unos ingresos medios de $30,257 frente a los $21,168 para las mujeres. La renta per cápita para la localidad era de $17,208. Alrededor del 15.2% de la población estaban por debajo del umbral de pobreza.